# Epipactis lusitanica
Epipactis lusitanica är en orkidéart som beskrevs av Daniel Tyteca. Epipactis lusitanica ingår i släktet knipprötter, och familjen orkidéer. Inga underarter finns listade i Catalogue of Life.